# Vincetoxicum darvasicum
Vincetoxicum darvasicum är en oleanderväxtart som beskrevs av Boris Fedtjenko. Vincetoxicum darvasicum ingår i släktet tulkörter, och familjen oleanderväxter. Inga underarter finns listade i Catalogue of Life.